# Дубов, Юлий Анатольевич
Ю́лий Анато́льевич Ду́бов (род. 11 мая 1948, Москва) — российский предприниматель, писатель, учёный. Доктор технических наук.

## Биография
Родился 11 мая 1948 года в Москве в семье служащих. Окончил Московский энергетический институт (1972). В дальнейшем работал в Институте проблем управления АН СССР, во Всесоюзном институте системных исследований (ВНИИСИ; 1977−1995).
В 1987 г. защитил диссертацию «Интерактивные методы подготовки и анализа градостроительных решений по коммуникационным показателям» на звание доктора технических наук.
С 1992 года работает в бизнесе: сначала советником генерального директора, затем — генеральным директором, заместителем генерального директора компании «ЛогоВАЗ» (вместе с Б. Березовским).
В июне 2009 года Красногорский городской суд признал Дубова и его пособника Березовского виновными в хищении 140 млн рублей ЛогоВАЗа и АвтоВАЗа.

В настоящее время проживает в Лондоне. По состоянию на начало 2017 года находился в списке разыскиваемых Интерполом лиц, позже розыск снят.

## Творчество
- «Большая пайка» (1999) — роман основанный на фактах реальной биографии российского олигарха Бориса Березовского, по мотивам романа в 2002 году снят фильм «Олигарх».
- «Варяги и ворюги» (2003).
- «Меньшее зло» (2004).
- «Теория катастроф» (2005).
- «Дым и зеркала» (под псевдонимом Жюль Дю Бёф) (2018).[4]